# 冯俊
冯俊（1958年1月—），男，湖北英山人，中国哲学家。

## 生平
1981年毕业于原武汉水利电力学院（武汉大学水利学院）。曾任中国人民大学原副校长、哲学院院长。
2008年7月至2016年1月，任中国浦东干部学院常务副院长，兼任教育部哲学学科教学指导委员会副主任委员，中国中共文献研究会常务理事等。
2016年1月，任中共中央党史研究室副主任。